# Giải vô địch bóng đá bãi biển thế giới (BSWW)
Giải vô địch bóng đá bãi biển thế giới (tiếng Anh: Beach Soccer World Championships) là giải đấu bóng đá bãi biển quốc tế hàng đầu của các đội tuyển quốc gia nam tổ chức từ năm 1995 đến năm 2004. Giải đã được thay thế bằng phiên bản Giải vô địch bóng đá bãi biển thế giới của FIFA.
Giải đấu diễn ra hàng năm tại Brasil dưới sự giám sát của Liên đoàn bóng đá bãi biển thế giới (BSWW) và các tổ chức tiền nhiệm, nhằm tìm ra nhà vô địch thế giới của môn thể thao này. Do môn thể thao này phát triển nhanh chóng, FIFA đã dành sự quan tâm đến môn thể thao này và với tư cách là giải đấu chính trong môn bóng đá bãi biển thế giới, FIFA đã bắt tay với BSWW vào năm 2005 để tiếp quản việc tổ chức giải đấu, đổi tên thành giải đấu chính thức của FIFA.
Brasil là đội tuyển thành công nhất, giành chức vô địch ở 9 trong 10 mùa giải.

## Lịch sử
Giải vô địch bóng đá bãi biển thế giới đầu tiên được tổ chức tại Brasil, vào năm 1995, do những người tiền nhiệm của những người sáng lập ra luật tiêu chuẩn hiện đại, Liên đoàn bóng đá bãi biển thế giới tổ chức, được tổ chức dưới tên gọi Giải vô địch bóng đá bãi biển thế giới. Tám đội được chọn tham gia mà không cần vượt qua vòng loại. Tuy nhiên, đội chỷ nhà Brasil đã thống trị và dễ dàng giành cúp mà không để thua một trận nào. Giải đấu đã thành công và BSWW tuyên bố rằng giải đấu sẽ diễn ra hàng năm.
Đến năm 1997, nhiều đội hơn đã tuyên bố họ quan tâm đến việc tham gia và do đó BSWW đã mở rộng danh sách lên 10 đội cho mùa giải năm 1998. Brasil vẫn tiếp tục thống trị, bất chấp sự thay đổi này. Ngay lập tức, BSWW đã mở rộng lên 12 đội cho năm 1999, mở rộng danh sách của họ trên năm châu lục, giới thiệu thêm nhiều đội mới vào giải đấu. 
Tuy nhiên, với tất cả những thay đổi này, phải đến mùa giải năm 2001, Brasil mới để mất danh hiệu sau khi giành chức vô địch 6 năm liên tiếp kể từ khi thành lập. Bồ Đào Nha là đội vô địch, trong khi Brasil chỉ kết thúc ở hạng tư đáng thất vọng.
Với sự thay đổi này, nhiều quốc gia nghĩ rằng họ có cơ hội giành chức vô địch trong giải đấu và điều này đã thu hút sự quan tâm trên toàn thế giới. Không có gì ngạc nhiên khi Brasil đã giành lại danh hiệu của mình vào năm 2002, khi BSWW giảm số đội tham dự xuống còn 8. 
Giải vô địch bóng đá bãi biển thế giới cuối cùng do BSWW tổ chức là vào năm 2004 khi có 12 đội tham dự, trước khi được thay thế bằng phiên bản Giải vô địch bóng đá bãi biển thế giới của FIFA vào 1 năm sau đó.

## Kết quả
| Brasil |  | Bãi biển Copacabana, Rio de Janeiro, Brasil |

| Brasil |  | Bãi biển Copacabana, Rio de Janeiro, Brasil |

| Brasil |  | Bãi biển Copacabana, Rio de Janeiro, Brasil |

| Brasil |  | Bãi biển Copacabana, Rio de Janeiro, Brasil |

| Brasil |  | Bãi biển Copacabana, Rio de Janeiro, Brasil |

| Brasil |  | Bến du thuyền Glória, Rio de Janeiro, Brasil |

| Brasil |  | Bờ biển Sauípe, Mata de São João, Brasil |

| Brasil |                            | Vitória, Espírito Santo, Brasil; |
| Brasil | Guarujá, São Paulo, Brasil |                                  |

| Brasil |  | Bãi biển Copacabana, Rio de Janeiro, Brasil |

| Brasil |  | Bãi biển Copacabana, Rio de Janeiro, Brasil |

### Các đội lọt vào top 4
Nhìn chung, một nửa trong số 24 quốc gia từng tham gia đã lọt vào top 4; chỉ có 2 quốc gia giành được danh hiệu. Brasil là quốc gia thành công nhất, giành được 9 trong số 10 danh hiệu có thể. Bồ Đào Nha đã giành được danh hiệu duy nhất mà Brasil không giành được.
Brasil cũng là quốc gia duy nhất lọt vào vòng chung kết của mọi mùa giải.
| Quốc gia    | Vô địch                                                  | Á quân         | Hạng ba              | Hạng tư        |    | Tổng số lần vào top 4 |
| ----------- | -------------------------------------------------------- | -------------- | -------------------- | -------------- | -- | --------------------- |
| Brasil      | 9 (1995, 1996, 1997, 1998, 1999, 2000, 2002, 2003, 2004) | —              | —                    | 1 (2001)       | 10 |                       |
| Bồ Đào Nha  | 1 (2001)                                                 | 2 (1999, 2002) | 2 (2003, 2004)       | —              | 5  |                       |
| Uruguay     | —                                                        | 2 (1996, 1997) | 3 (1998, 1999, 2002) | —              | 5  |                       |
| Tây Ban Nha | —                                                        | 2 (2003, 2004) | 1 (2000)             | —              | 3  |                       |
| Pháp        | —                                                        | 2 (1998, 2001) | —                    | 1 (2003)       | 3  |                       |
| Hoa Kỳ      | —                                                        | 1 (1995)       | 1 (1997)             | 1 (1996)       | 3  |                       |
| Perú        | —                                                        | 1 (2000)       | —                    | 2 (1998, 1999) | 3  |                       |
| Ý           | —                                                        | —              | 1 (1996)             | 2 (1995, 2004) | 3  |                       |
| Argentina   | —                                                        | —              | 1 (2001)             | 1 (1997)       | 2  |                       |
| Anh         | —                                                        | —              | 1 (1995)             | —              | 1  |                       |
| Nhật Bản    | —                                                        | —              | —                    | 1 (2000)       | 1  |                       |
| Thái Lan    | —                                                        | —              | —                    | 1 (2002)       | 1  |                       |

Chú thích: Brasil là quốc gia đăng cai tất cả các giải đấu.

### Thống kê theo liên đoàn
|         | Châu Á | Châu Phi | Bắc Mỹ | Nam Mỹ | Châu Đại Dương | Châu Âu | Tổng |
| ------- | ------ | -------- | ------ | ------ | -------------- | ------- | ---- |
| Số đội  | 6      | 1        | 11     | 36     | 0              | 44      | 98   |
| Top 8   | 5      | 0        | 10     | 30     | 0              | 35      | 80   |
| Top 4   | 2      | 0        | 3      | 20     | 0              | 15      | 40   |
| Top 2   | 0      | 0        | 1      | 12     | 0              | 7       | 20   |
| Vô địch | 0      | 0        | 0      | 9      | 0              | 1       | 10   |
| Á quân  | 0      | 0        | 1      | 3      | 0              | 6       | 10   |
| Hạng ba | 0      | 0        | 1      | 4      | 0              | 5       | 10   |
| Hạng tư | 2      | 0        | 1      | 4      | 0              | 3       | 10   |

## Tham dự giải đấu
24 quốc gia tham dự trong 10 mùa giải, tuy nhiên gần một nửa (11) chỉ xuất hiện ở một mùa giải. 3 quốc gia tham gia tất cả các Giải vô địch thế giới: Brasil, Ý và Uruguay. Các đội châu Âu thống trị về số lần tham dự độc đáo theo châu lục, vì một nửa trong số tất cả các quốc gia đều đến từ châu Âu. Châu Đại Dương là khu vực duy nhất chưa bao giờ có đại diện ít nhất một lần.
Chỉ có 8 trong số 24 quốc gia không thể tái xuất tại Giải vô địch thế giới do FIFA quản lý. Peru (5) đã xuất hiện ở nhiều giải đấu nhất mà chưa tham dự Giải vô địch thế giới của FIFA.
| Số lần tham dự | Quốc gia    | Lần đầu tham dự | Lần cuối tham dự | Kết quả tốt nhất |
| -------------- | ----------- | --------------- | ---------------- | ---------------- |
| 10             | Brasil      | 1995            | 2004             | Vô địch          |
| 10             | Ý           | 1995            | 2004             | Hạng ba          |
| 10             | Uruguay     | 1995            | 2004             | Á quân           |
| 9              | Hoa Kỳ      | 1995            | 2004             | Á quân           |
| 8              | Argentina   | 1995            | 2004             | Hạng ba          |
| 8              | Pháp        | 1997            | 2004             | Á quân           |
| 8              | Bồ Đào Nha  | 1997            | 2004             | Vô địch          |
| 7              | Tây Ban Nha | 1998            | 2004             | Á quân           |
| 5              | Perú        | 1998            | 2004             | Á quân           |
| 4              | Đức         | 1995            | 2004             | Vòng 1           |
| 4              | Nhật Bản    | 1997            | 2003             | Hạng tư          |
| 2              | Canada      | 1996            | 1999             | Vòng loại        |
| 2              | Venezuela   | 2000            | 2001             | Vòng loại        |
| 1              | Anh         | 1995            | 1995             | Hạng ba          |
| 1              | Hà Lan      | 1995            | 1995             | Vòng 1           |
| 1              | Đan Mạch    | 1996            | 1996             | Vòng 1           |
| 1              | Nga         | 1996            | 1996             | Vòng 1           |
| 1              | Chile       | 1998            | 1998             | Vòng 1           |
| 1              | Malaysia    | 1999            | 1999             | Vòng 1           |
| 1              | Nam Phi     | 1999            | 1999             | Vòng 1           |
| 1              | Thổ Nhĩ Kỳ  | 2001            | 2001             | Vòng 1           |
| 1              | Thái Lan    | 2002            | 2002             | Hạng tư          |
| 1              | Bỉ          | 2004            | 2004             | Vòng 1           |
| 1              | Thụy Sĩ     | 2004            | 2004             | Vòng loại        |

## Tổng số kỷ lục của đội
Trong bảng xếp hạng này 3 điểm được trao cho một chiến thắng trong thời gian thi đấu chính thức, 2 điểm cho một chiến thắng trong hiệp phụ hoặc loạt sút luân lưu và 0 điểm cho một trận thua. Các đội được xếp hạng theo tổng số điểm, sau đó theo hiệu số bàn thắng thua, sau đó theo số bàn thắng ghi được. Chỉ có điểm của 10 mùa Giải vô địch thế giới đầu tiên diễn ra trong khoảng thời gian từ năm 1995 đến năm 2004 được tính ở đây.
| VT | Đội         | TD | ST | T  | T+ | B  | BT  | BB  | HS   | Đ   |
| -- | ----------- | -- | -- | -- | -- | -- | --- | --- | ---- | --- |
| 1  | Brasil      | 10 | 50 | 48 | 0  | 2  | 422 | 123 | +299 | 144 |
| 2  | Bồ Đào Nha  | 8  | 35 | 23 | 1  | 11 | 177 | 119 | +58  | 71  |
| 3  | Uruguay     | 10 | 39 | 16 | 4  | 19 | 155 | 155 | 0    | 56  |
| 4  | Hoa Kỳ      | 9  | 33 | 15 | 0  | 18 | 112 | 138 | −26  | 45  |
| 5  | Tây Ban Nha | 7  | 27 | 14 | 1  | 12 | 109 | 108 | +1   | 44  |
| 6  | Ý           | 10 | 36 | 12 | 1  | 23 | 128 | 183 | −55  | 38  |
| 7  | Pháp        | 8  | 29 | 11 | 1  | 17 | 115 | 154 | −39  | 35  |
| 8  | Perú        | 5  | 21 | 11 | 0  | 10 | 81  | 78  | +3   | 33  |
| 9  | Argentina   | 8  | 30 | 10 | 0  | 20 | 82  | 122 | −40  | 30  |
| 10 | Nhật Bản    | 4  | 14 | 3  | 1  | 10 | 40  | 78  | −38  | 11  |
| 11 | Anh         | 1  | 5  | 2  | 0  | 3  | 20  | 31  | −11  | 6   |
| 12 | Canada      | 2  | 6  | 2  | 0  | 4  | 22  | 37  | −15  | 6   |
| 13 | Thái Lan    | 1  | 5  | 1  | 1  | 3  | 13  | 21  | −8   | 5   |
| 14 | Venezuela   | 2  | 5  | 1  | 0  | 4  | 14  | 16  | −2   | 3   |
| 15 | Nga         | 1  | 3  | 1  | 0  | 2  | 7   | 10  | −3   | 3   |
| 16 | Đan Mạch    | 1  | 3  | 1  | 0  | 2  | 10  | 16  | −6   | 3   |
| 17 | Chile       | 1  | 4  | 1  | 0  | 3  | 14  | 22  | −8   | 3   |
| 18 | Thụy Sĩ     | 1  | 3  | 1  | 0  | 2  | 9   | 17  | −8   | 3   |
| 19 | Đức         | 4  | 9  | 1  | 0  | 8  | 22  | 56  | −34  | 3   |
| 20 | Thổ Nhĩ Kỳ  | 1  | 2  | 0  | 0  | 2  | 1   | 5   | −4   | 0   |
| 21 | Malaysia    | 1  | 2  | 0  | 0  | 2  | 4   | 13  | −9   | 0   |
| 22 | Nam Phi     | 1  | 2  | 0  | 0  | 2  | 2   | 14  | −12  | 0   |
| 23 | Bỉ          | 1  | 2  | 0  | 0  | 2  | 5   | 18  | −13  | 0   |
| 24 | Hà Lan      | 1  | 3  | 0  | 0  | 3  | 7   | 30  | −23  | 0   |

## Giải thưởng
Sau đây là các tư liệu về người chiến thắng giải thưởng được trao vào cuối giải đấu. Ba giải thưởng được trao liên tục tại mỗi sự kiện.
| Năm  | Vua phá lưới              | Bàn thắng | Cầu thủ xuất sắc nhất | Thủ môn xuất sắc nhất | Tham khảo |
| ---- | ------------------------- | --------- | --------------------- | --------------------- | --------- |
| 1995 | Alessandro Altobelli Zico | 12        | Júnior Zico           | Paulo Sérgio          |           |
| 1996 | Alessandro Altobelli      | 14        | Edinho                | Paulo Sérgio          |           |
| 1997 | Júnior Venancio Ramos     | 11        | Júnior                | Paulo Sérgio          |           |
| 1998 | Júnior                    | 14        | Júnior                | Paulo Sérgio          |           |
| 1999 | Júnior Gustavo Matosas    | 10        | Jorginho              | Pedro Crespo          |           |
| 2000 | Júnior                    | 13        | Júnior                | Eichi Kato            |           |
| 2001 | Alan                      | 10        | Hernâni               | Pascal Olmeta         |           |
| 2002 | Madjer Neném Nico         | 9         | Neném                 | Vilard Normcharoen    |           |
| 2003 | Neném                     | 15        | Amarelle              | Robertinho            |           |
| 2004 | Madjer                    | 12        | Jorginho              | Roberto Valeiro       |           |

## Cầu thủ ghi bàn
Từ dữ liệu có sẵn,[Note] bảng dưới đây hiển thị 20 cầu thủ ghi nhiều bàn thắng nhất tại Giải vô địch thế giới.
| Vị trí | Cầu thủ              | Đội        | Bàn thắng |
| ------ | -------------------- | ---------- | --------- |
| 1      | Júnior               | Brasil     | 71        |
| 2      | Neném                | Brasil     | 55        |
| 3      | Júnior Negão         | Brasil     | 54        |
| 4      | Madjer               | Bồ Đào Nha | 52        |
| 5      | Jorginho             | Brasil     | 43        |
| 6      | Alan                 | Bồ Đào Nha | 37        |
| 7      | Venancio Ramos       | Uruguay    | 34        |
| 8      | Amarelle             | Spain      | 32        |
| 9      | Alessandro Altobelli | Italy      | 30        |
| 9      | Benjamin             | Brasil     | 30        |
| 11     | Cláudio Adão         | Brasil     | 28        |
| 12     | Edinho               | Brasil     | 25        |
| 12     | Juninho              | Brasil     | 25        |
| 14     | Zico                 | Brasil     | 23        |
| 15     | Hernâni              | Bồ Đào Nha | 22        |
| 15     | Magal                | Brasil     | 22        |
| 17     | Gabriel Silvera      | Uruguay    | 20        |
| 18     | Gustavo Matosas      | Uruguay    | 18        |
| 19     | Zak Ibsen            | Hoa Kỳ     | 17        |
| 19     | Nico                 | Uruguay    | 17        |
| 19     | Jorge Olaechea       | Perú       | 17        |
| 19     | Carlos Russo         | Argentina  | 17        |

| 1995–2001 (kết hợp cầu thủ ghi bàn), 2003 Lưu trữ ngày 9 tháng 11 năm 2018 tại Wayback Machine, 2004, 2005, 2006, 2007, 2008, 2009, 2011, 2013, 2015, 2017, 2019 |

| - Lưu ý rằng các nguồn từ 1995–2002 chỉ liệt kê những cầu thủ có nhiều bàn thắng nhất từ tất cả các giải đấu đó cộng lại; cầu thủ phải ghi được ít nhất 10 bàn thắng tổng thể để có tên trong danh sách; cầu thủ có ít bàn thắng hơn không được liệt kê. Điều này có nghĩa là đối với những cầu thủ sau đó ghi đủ số bàn thắng để có tên trong bảng xếp hạng mọi thời đại ở trên, nếu họ chơi trong khoảng thời gian 1995–2002 và ghi ít hơn 10 bàn thắng, họ sẽ không có tên trong danh sách nguồn và do đó bất kỳ bàn thắng nào họ ghi được trong thời gian đó đều a) không xác định và b) không có trong bảng trên (nếu họ ghi được bất kỳ bàn thắng nào). - Lưu ý rằng có một số điểm khác biệt giữa báo cáo trận đấu của FIFA và danh sách vua phá lưới của FIFA trong cùng một giải đấu. - Trong những năm đầu của bóng đá bãi biển, các bàn thắng ghi được trong loạt sút luân lưu thường được kết hợp với các bàn thắng ghi được trong thời gian thi đấu chính thức khi tỷ số trận đấu được ghi lại – lưu ý rằng cũng có khả năng những bàn thắng như vậy cũng được tính vào tổng số bàn thắng của cầu thủ trong các nguồn. |

## Số liệu khán giả
Xin lưu ý rằng không có hồ sơ chấm công từ năm 1995 đến năm 2002.
| Năm  | Địa điểm               | Sức chứa của sân vận động | Số trận đấu | Tổng số lượt vào | Lượt vào thấp nhất | Lượt vào cao nhất | Lượt vào trung bình | Tỷ lệ khán giả |
| ---- | ---------------------- | ------------------------- | ----------- | ---------------- | ------------------ | ----------------- | ------------------- | -------------- |
| 2003 | Rio de Janeiro, Brasil | 6,000                     | 16          | 74,700           | 2,000              | 6,000             | 4,669               | 78%            |
| 2004 | Rio de Janeiro, Brasil | 10,000                    | 20          | 81,900           | 500                | 10,000            | 4,095               | 41%            |

- – tổng số phần trăm các trận đấu được tham dự từ tổng số lượng khán giả tối đa có thể có nếu tất cả các trận đấu đều kín chỗ: tổng số lượt vào / (sức chứa sân vận động x số trận đấu đã tổ chức)

## Liên kểt ngoài
- History, FIFA.com (bằng tiếng Anh)
- The Beach Soccer Championships,  BeachsoccerUSA.org (bằng tiếng Anh)
- RSSSF.com Beach Soccer Championships, RSSSF.com (bằng tiếng Anh)